# Paecilaema paucipustulatum
Paecilaema paucipustulatum is een hooiwagen uit de familie Cosmetidae.